# Nicolás de Holanda
Nicolás de Holanda fue un maestro del vidrio oriundo de los Países Bajos activo en Castilla en el siglo XVI.
Casado con Casilda de Holanda, entre los años 1535 y 1536 aparece trabajando en la catedral de Ávila. Posteriormente estuvo avencidado en Salamanca, donde también realiza vidrieras para su nueva catedral, y desde donde trabaja en el equipo de los Pierres (Pierres de Holanda y Pierres de Chiverri) para realizar los vitrales renacentistas de la catedral de Segovia. Ejecuta la obra en 1544, aportando al conjunto dos piezas: La Visitación y La tentación de Jesús en el desierto, que después asentaron personalmente los Pierres.
Un año más tarde su amigo el escultor Juan de Juni lo llama a Valladolid, donde adquiere dos terrenos lindantes a otros comprados por el escultor; además, fue nombrado por Juni como su testamentario. Nicolás otorgó testamento el 7 de julio de 1546, y debió fallecer el mismo año. Los terrenos adquiridos junto a los del escultor fueron cedidos por la viuda de Holanda al mismo en 1549.